# Lawrence (Indiana)
Lawrence és una població dels Estats Units a l'estat d'Indiana. Segons el cens del 2000 tenia 38.915 habitants.

## Demografia
Segons el cens del 2000, Lawrence tenia 38.915 habitants, 14.853 habitatges, i 10.337 famílies. La densitat de població era de 748,3 habitants/km².
Dels 14.853 habitatges en un 39,8% hi vivien nens de menys de 18 anys, en un 52,1% hi vivien parelles casades, en un 13% dones solteres, i en un 30,4% no eren unitats familiars. En el 24,8% dels habitatges hi vivien persones soles el 5,9% de les quals corresponia a persones de 65 anys o més que vivien soles. El nombre mitjà de persones vivint en cada habitatge era de 2,6 i el nombre mitjà de persones que vivien en cada família era de 3,13.
Per edats la població es repartia de la següent manera: un 29,9% tenia menys de 18 anys, un 7,7% entre 18 i 24, un 36,2% entre 25 i 44, un 18% de 45 a 60 i un 8,2% 65 anys o més.
L'edat mediana era de 32 anys. Per cada 100 dones de 18 o més anys hi havia 91,3 homes.
La renda mediana per habitatge era de 47.838$ i la renda mediana per família de 56.609$. Els homes tenien una renda mediana de 38.924$ mentre que les dones 30.406$. La renda per capita de la població era de 22.543$. Entorn del 4,8% de les famílies i el 6,7% de la població estaven per davall del llindar de pobresa.

## Poblacions més properes
El següent diagrama mostra les poblacions més properes.